# Gelu Nițu
Gelu Nițu (* 10. Mai 1949 in Bukarest) ist ein rumänischer Theater- und Filmschauspieler.

## Leben
Nițu wurde am 10. Mai 1949 in Bukarest geboren. Er ist ein ehemaliger Schulkamerad und heutiger Freund des Schauspielers Ștefan Velniciuc, der ihn ans Theater führte. 1971 absolvierte er die Schauspielabteilung des Instituts für Theater und Kinematographie. Von diesem Jahr bis 1974 spielte er auf der Bühne des Jugendtheaters in Piatra-Neamț. Ab 1974 wurde er Schauspieler des Odeon Theaters in Bukarest.
Seit Mitte der 1970er Jahre ist Nițu außerdem als Fernseh- und Filmschauspieler tätig. Er wirkte unter anderen in der rumänischen Filmproduktion Vampire Journals – Der Jäger des Bösen mit, trat aber vermehrt in internationalen Produktionen wie 2005 in The Marksman – Zielgenau, Return of the Living Dead IV: Necropolis oder Schwert des Schicksals – Attilas blutiges Vermächtnis, 2007 in Jugend ohne Jugend oder 2013 in Lang lebe Charlie Countryman mit. Von 2005 bis 2006 stellte er die Rolle des Cornel Ghitescu in der Fernsehserie Lacrimi de iubire. 2007 folgte die Besetzung als Director scoala in 27 Episoden der Fernsehserie Inimă de Țigan. Größere Serienrollen hatte er zudem in 17 – o poveste despre destin und Sacrificiul.

## Filmografie (Auswahl)
- 1978: Inainte de tacere
- 1978: Vis de ianuarie
- 1980: Labirintul
- 1981: Inghititorul de sabii
- 1982: Die falsche Beschuldigung (Napasta)
- 1986: Die Türkiskette (Colerul de turcoaze)
- 1987: Padurea de fagi
- 1992: Baum der Hoffnung (Balanta)
- 1994: Oglinda
- 1997: Vampire Journals – Der Jäger des Bösen (Vampire Journals)
- 1998: Subspecies IV – Im Blutrausch (Subspecies: The Awakening)
- 1999: Enemy of My Enemy
- 2003: Herz ohne Krone (Fernsehfilm)
- 2004: Rivoglio i miei figli (Fernsehfilm)
- 2004: Blessed – Kinder des Teufels (Blessed)
- 2004: Le père Goriot (Fernsehfilm)
- 2005: Frederick Forsyth: Das schwarze Manifest (Icon)
- 2005: The Marksman – Zielgenau (The Marksman)
- 2005: Return of the Living Dead IV: Necropolis (Return of the Living Dead 4: Necropolis)
- 2005: Schwert des Schicksals – Attilas blutiges Vermächtnis (Cerberus) (Fernsehfilm)
- 2005–2006: Lacrimi de iubire (Fernsehserie)
- 2006: Daria, iubirea meae (Fernsehserie, Episode 1x01)
- 2007: Natasha
- 2007: Inimă de Țigan (Fernsehserie, 27 Episoden)
- 2007: Jugend ohne Jugend (Youth Without Youth)
- 2008: 17 – o poveste despre destin (Fernsehserie, 7 Episoden)
- 2008: Vine politia! (Fernsehserie, Episode 1x02)
- 2008: Dragoste pierduta
- 2009: Der Weg ins Unerreichbare (L'enfance d'Icare)
- 2009: State de România (Fernsehserie, Episode 1x01)
- 2010: Eva
- 2010: Curtain (Kurzfilm)
- 2011: Din dragoste cu cele mai bune intentii
- 2013: Lang lebe Charlie Countryman (The Necessary Death of Charlie Countryman)
- 2013: Wer – Das Biest in dir (Wer)
- 2014: O noua viata (Fernsehserie, 2 Episoden)
- 2019: Mangalita (Fernsehserie, Episode 1x06)
- 2020: Luca
- 2020: Sacrificiul (Fernsehserie, 11 Episoden)
- 2021: Borderless